# マーティン・アーバーン

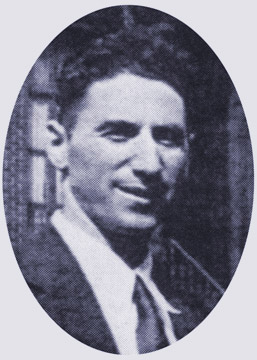
マーティン・アーバーン

マーティン・アーバーン（Martin Abern, 1898年12月2日 - 1949年）は、アメリカ合衆国のトロツキスト。
ルーマニアのユダヤ人の家庭に生まれ、1903年にミネアポリスに移民した。1914年アバーンは世界産業労働者同盟(IWW)に加盟し、第一次世界大戦において兵役を拒否したためミネソタ大学を放校され、投獄された。
出獄後アーバーンはアメリカ社会党に入党し、1924年にはアメリカ共産党に入党してすぐ中央委員会に昇ったが、トロツキズムを支持したため離党してアメリカ共産主義者同盟に入党し、1938年共産主義者同盟が発展した社会主義労働者党(SWP)に入党した。
1940年アーバーンは国家資本主義論を主張してマックス・シャハトマン（Max Shachtman）と共にSWPを離脱し、労働者党を創立した。